# 개화역
개화역(Gaehwa Station, 開花驛)은 대한민국 서울특별시 강서구에 있는 서울 지하철 9호선의 전철역이다. 이 역에만 지상 구간이다. 봄, 여름, 가을에만 심야에 2편성이 주박한다. 이 역부터 신논현역까지 서울시메트로9호선 구간이다.

## 역 구조
서울 지하철 9호선의 유일무이한 지상역이다. 승강장은 지상1층에 맞이방 및 개찰구는 지상 2층에 있다. 승강장은 시점 방향 승강장 끝의 계단 및 에스컬레이터로 맞이방과 연결된다.
김포차량사업소 부지 내에 역사가 있다. 김포공항역 방향 본선과 이어진 단선 입출고선을 통해 김포차량사업소와 연결된다.
선로는 김포공항역 방향으로만 이어져 있으며, 반대 방향 선로는 승강장에서 벗어나 50m 정도를 진행한 뒤 끊어진다. 따라서 승강장은 두단식 형태며, 대화역같이 특정한 종착 승강장이 지정되지 않은 형태다.

### 승강장
1면 2선의 섬식 승강장이다. 반밀폐형 스크린도어가 설치돼 있다.
| 시·종착역  |
| 상행 \|    |
| ↓ 김포공항 |

| 상행 | ● 서울 지하철 9호선 | 일반 당역종착 김포공항 · 노량진(노량진수산시장)·동작(현충원)·신논현 · 중앙보훈병원 방면 |

## 역사
- 2008년 9월 18일: 개화역으로 역명 결정[3]
- 2009년 7월 24일: 서울 지하철 9호선 개화 ~ 신논현 구간 개통과 함께 영업 개시
- 2018년: 스크린도어 완공

## 주변
| 나가는 곳 | 방면                                     |
| --------- | ---------------------------------------- |
| 1         | 개화동방면 개화119 개화파출소 우리들병원 |
| 2         | 개화동방면 개화119 개화파출소 우리들병원 |

## 사진

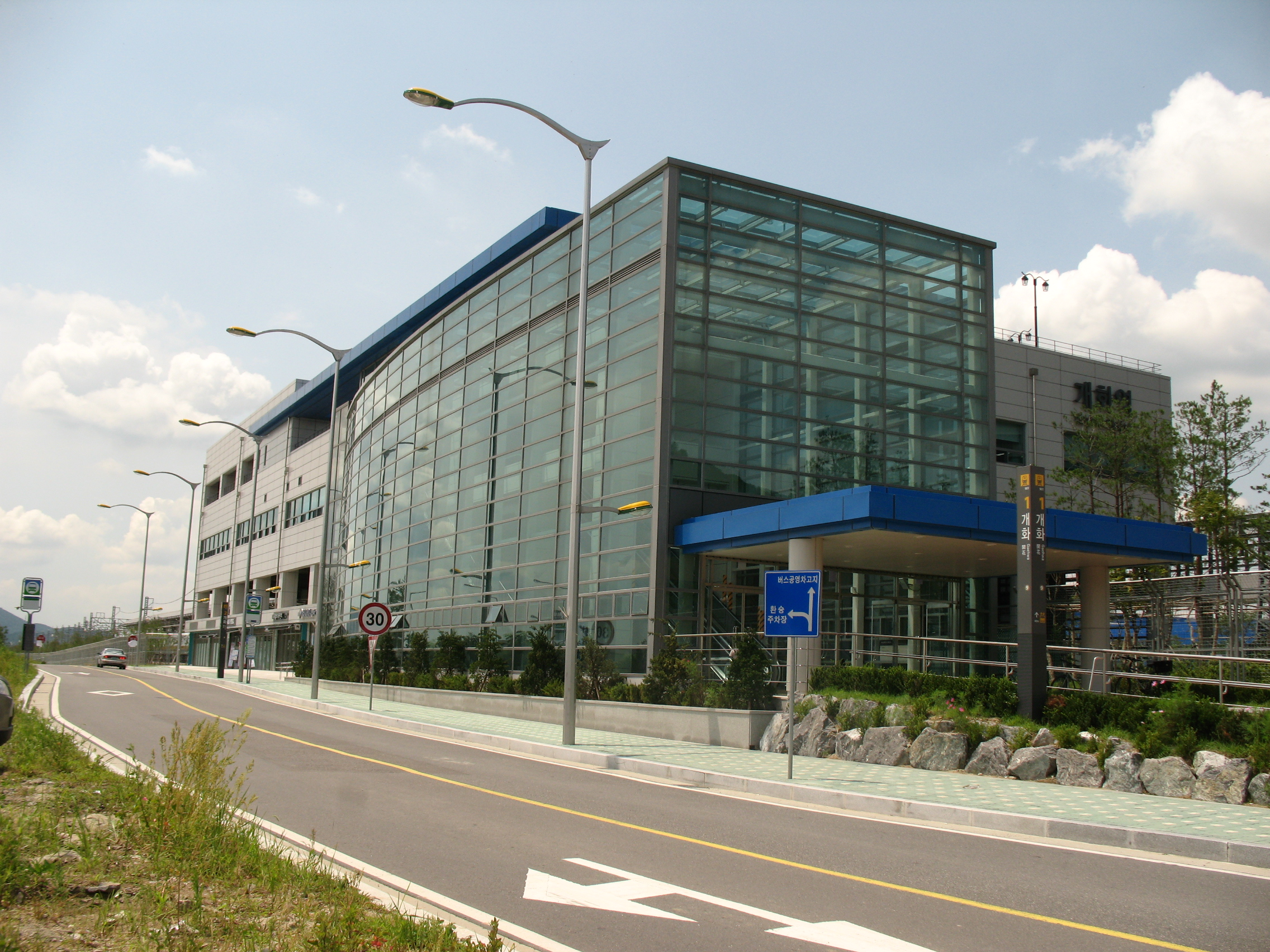
역사 전경(2009년 촬영)
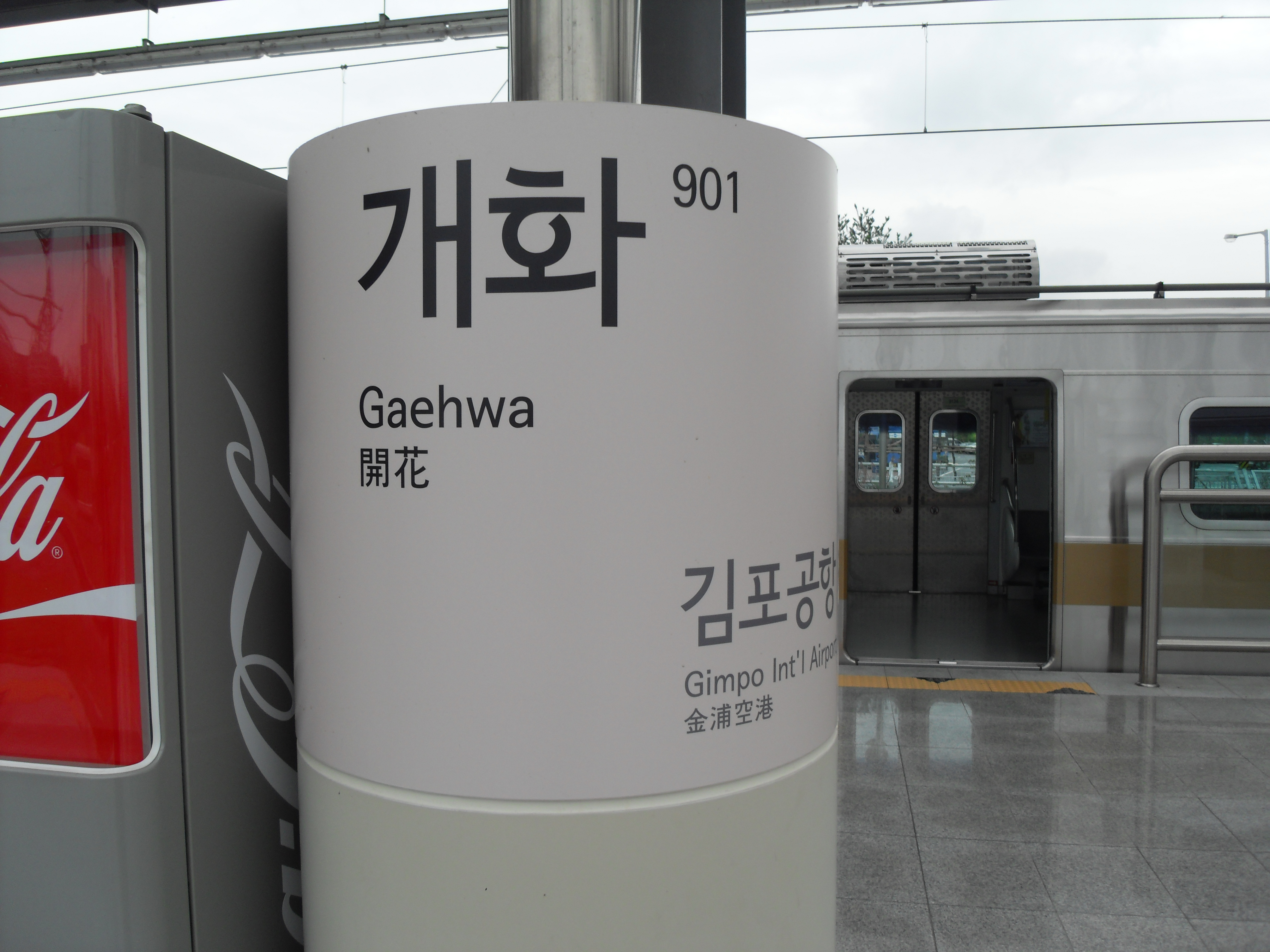
하행선 역명판 (스크린도어 설치 전)
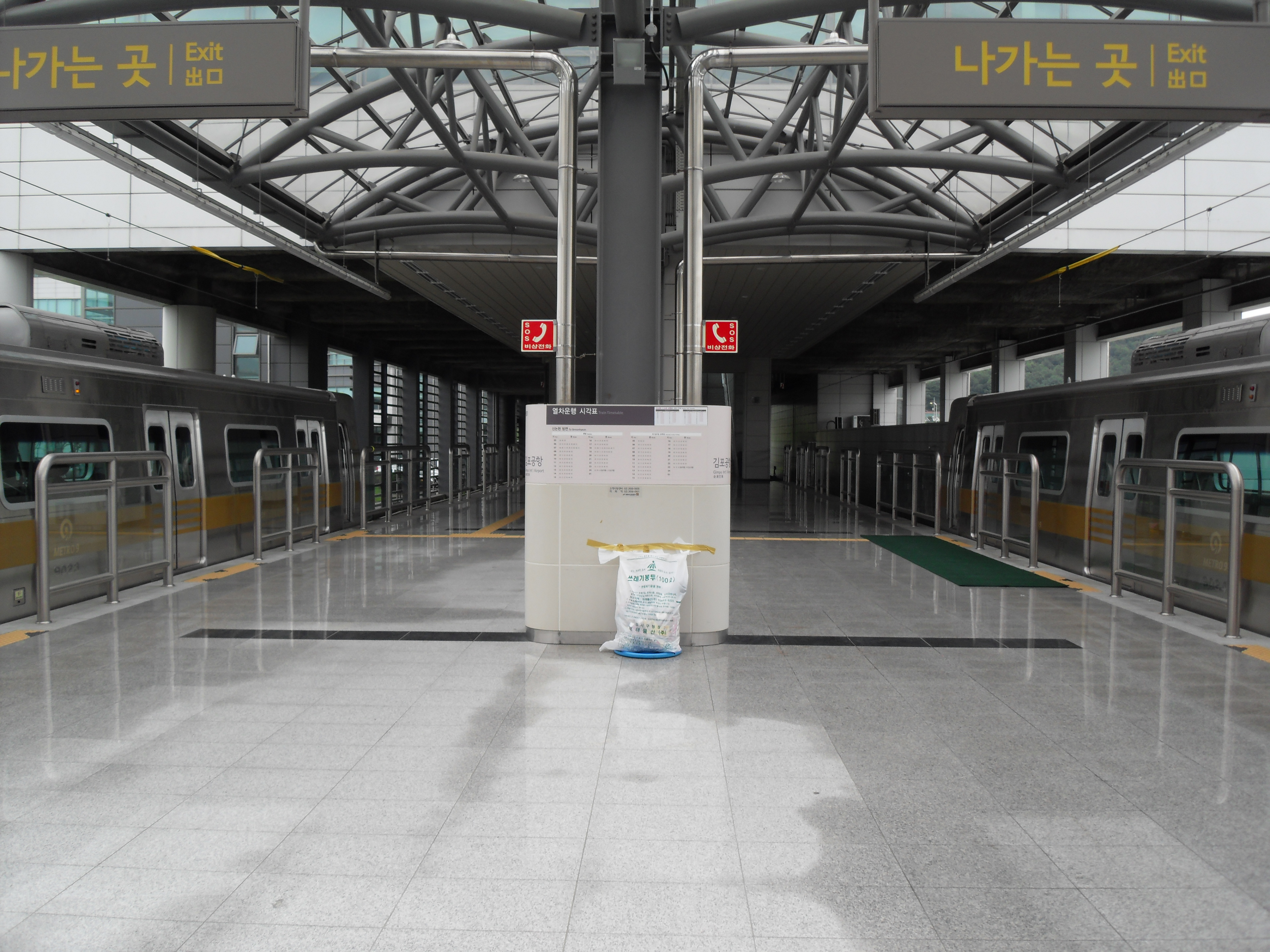
승강장 (스크린도어 설치 전)
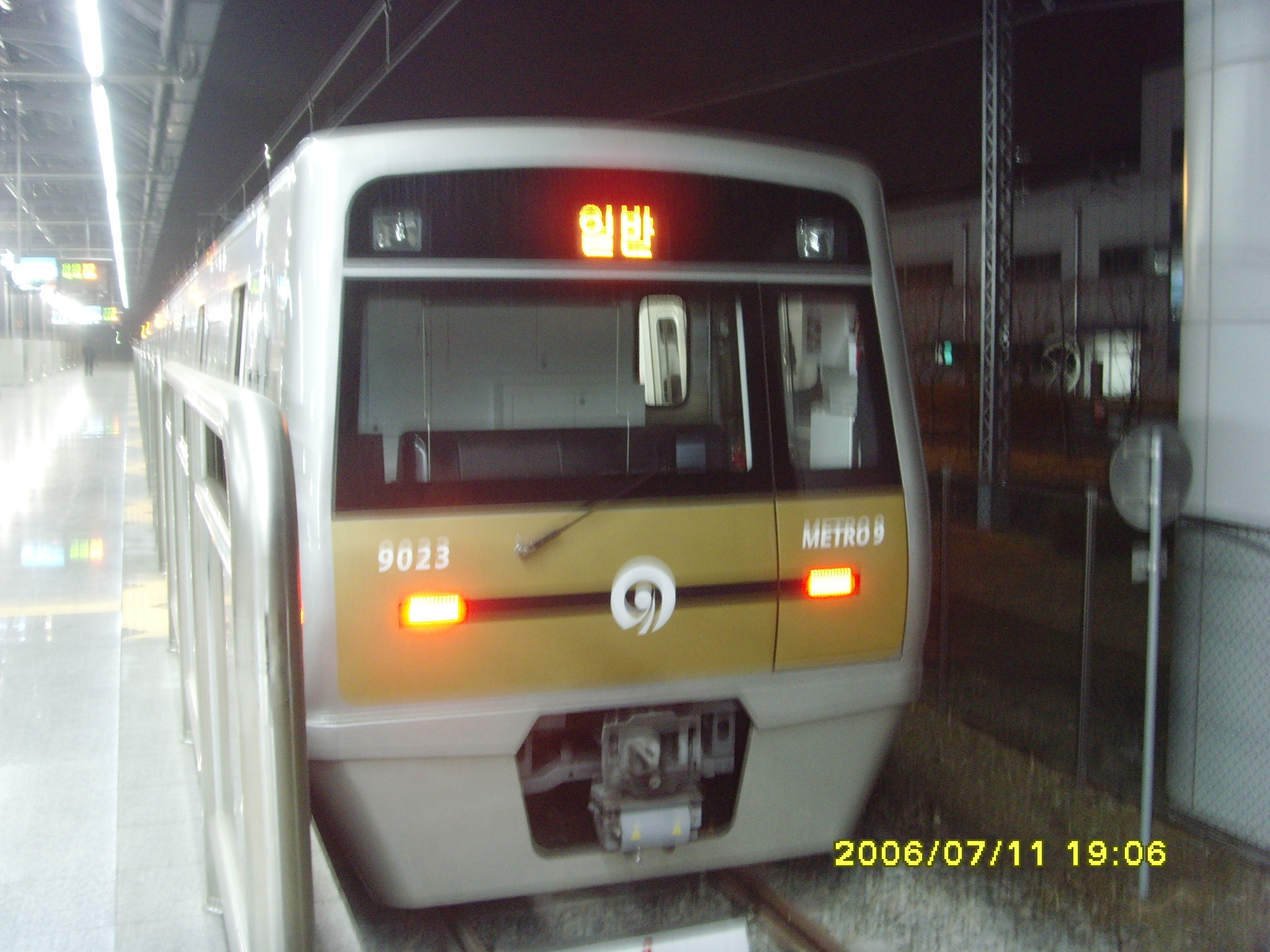
정차 중인 일반열차 (스크린도어 설치 전)

## 이용객 변동
2009년 자료는 개통일인 2009년 7월 24일부터 12월 31일까지인 161일치만이 반영된 것이다.
| 노선  | 노선 | 일평균 인원수 (명/일) | 일평균 인원수 (명/일) | 일평균 인원수 (명/일) | 일평균 인원수 (명/일) | 일평균 인원수 (명/일) | 일평균 인원수 (명/일) | 일평균 인원수 (명/일) | 일평균 인원수 (명/일) | 일평균 인원수 (명/일) | 일평균 인원수 (명/일) | 일평균 인원수 (명/일) | 각주  |
| 노선  | 노선 | 2009년                | 2010년                | 2011년                | 2012년                | 2013년                | 2014년                | 2015년                | 2016년                | 2017년                | 2018년                | 2019년                | 각주  |
| ----- | ---- | --------------------- | --------------------- | --------------------- | --------------------- | --------------------- | --------------------- | --------------------- | --------------------- | --------------------- | --------------------- | --------------------- | ----- |
| 9호선 | 승차 | 2,322                 | 3,018                 | 3,508                 | 4,127                 | 5,408                 | 5,943                 | 6,348                 | 6,451                 | 6,512                 |                       |                       | [ 4 ] |
| 9호선 | 하차 | 1,221                 | 1,559                 | 1,983                 | 2,588                 | 3,432                 | 3,773                 | 3,996                 | 4,128                 | 4,361                 |                       |                       | [ 4 ] |

## 인접한 역
| 서울 지하철 9호선 | 서울 지하철 9호선        | 서울 지하철 9호선              |
| ----------------- | ------------------------ | ------------------------------ |
| 시·종착역         | ● 서울 지하철 9호선 일반 | 902 김포공항 중앙보훈병원 방면 |